# 公共行政改革統籌委員會
公共行政改革統籌委員會（葡文縮寫：CCRAP），是澳門特別行政區政府的統籌機構，負責從政策決策的層次，統籌協調公共行政改革政策措施的落實及相關範疇的政策諮詢，以及確立執行計劃。在行政法務司管轄下運作。2024年1月23日起，根據《第10/2024號行政長官批示》，撤銷該部門。

## 職權
根據第75/2017號行政長官批示，公共行政改革統籌委員會享有三項職權：
1. 訂定、策劃及統籌澳門特別行政區公共行政改革和現代化政策的基本目標，以及落實該等政策的策略及方法；
2. 公共行政改革統籌委員會就下列事宜按訂定的策略及方法協調統籌各執行部門的落實方案，並監督其執行進度：
  - 公務人員制度及管理的改革；
  - 公共行政的職能與組織架構的調整；
  - 行政流程和運作的優化；
  - 電子政務的發展；
  - 政府績效管理的實施及成效評估；
  - 其他與公共行政改革和現代化政策有關的措施。
3. 促進澳門特別行政區政府整體公共政策諮詢項目及相關活動有序實施。

## 組織法例
- 第75/2017號行政長官批示（2017年4月3日《澳門特別行政區公報》)設立公共行政改革統籌委員會。

## 組成
- 主席：行政法務司司長
- 成員：行政長官辦公室主任或其代表；各政府司長辦公室主任或其代表；行政公職局局長；行政公職局副局長一名。

## 輔助
公共行政改革統籌委員會的後勤、行政、技術及財政輔助由行政公職局確保。
1. ↑  澳門特別行政區政府. . bo.io.gov.mo. 澳門特別行政區政府.   [2021-01-31]. （原始内容存档于2020-08-09）.